# Friedrich Gottlob Schulze
Friedrich Gottlob Schulze (Obergävernitz, 28 gennaio 1795 – Jena, 3 luglio 1860) è stato un economista tedesco.

## Biografia
Nacque a Obergävernitz, vicino a Meissen. Fu educato a Lipsia e Jena, diventando professore in quest'ultima università nel 1821, e fondando lì un istituto agricolo, il primo connesso con un'università tedesca. Nel 1832 si trasferì a Greifswald, dove istituì una scuola di formazione simile a Eldena nel 1834. Queste istituzioni esercitavano una grande influenza in tutta la Germania. Nel 1839 tornò a Jena, dove un memoriale a lui fu eretto nel 1867.